# Saturn (Zeitschrift)
Der Saturn war eine „der interessantesten Zeitschriften“ (Krischke) aus der Frühzeit des literarischen Expressionismus. Sie wurde 1911 in Heidelberg gegründet und hatte zunächst zum Untertitel Eine Monatsschrift, als Privatdruck herausgegeben von Hermann Meister und Herbert Grossberger. Insgesamt erschienen bis 1920 fünf Jahrgänge aus dem, wie es bald hieß, Saturn-Verlag Hermann Meister Heidelberg.

## Editionsgeschichte
Nach Roland Krischke wurde der Saturn anfänglich „weitgehend von den beiden Herausgebern und ihren literarischen Freunden in Heidelberg bestritten.“ Zu diesen gehörte offensichtlich auch der aus Berlin stammende langjährige Freund von Kurt Hiller und Ernst Blass, der Psychologe und Psychiater Arthur Kronfeld, der seit 1908 in Heidelberg lebte und 1910 an der dortigen Psychiatrischen Universitätsklinik seine Facharztausbildung begonnen hatte: der 2. Jahrgang des Saturn enthält auf den Seiten 197–199 aus seiner Feder eine Besprechung von Karl Hauers Buch Von den fröhlichen und unfröhlichen Menschen aus dem Wiener Verlag Jahoda & Siegel.
Als Mitarbeiter an der von Richard Weissbach redigierten Monatlichen Beilage der Heidelberger Zeitung Literatur und Wissenschaft hat Kronfeld wahrscheinlich dazu beigetragen, dass Hiller in der Ausgabe Nr. 7 vom Juli 1911 unter dem Titel Die Jüngst-Berliner seine „Clique von Dichtern, Glossatoren und sonstwie Logophilischen, die sich in Berlin gegenwärtig für die neue Generation hält“, den literarisch Interessierten in Heidelberg vorstellen konnte (wobei Hiller auch Ferdinand Hardekopf, Erich Unger, Robert Jentzsch, Wilhelm S. Ghuttman, Golo Gangi, Ernst Blass, Ludwig Rubiner und Georg Heym nannte, den Arthur Drey in einem eigenen Artikel in derselben Ausgabe vorstellte). „Wir sind Expressionisten“ schrieb Hiller in diesem Beitrag und übertrug damit zum ersten Mal eine für bildende Künstler verwandte Bezeichnung auf Dichter und Schriftsteller.
Herbert Grossberger war ein Jugendfreund von Hermann Meister, der seinen ersten Verlag, in dem nur ein kleines Oktavbändchen erschien, bereits 1909 mit 19 Jahren gegründet und nach dem „Namen der handgeschriebenen Zeitschrift, die der Literaturbegeisterte schon seit seinem 15. Lebensjahr“ mit Großberger erstellte, Pendel-Verlag genannt hatte. Sein zweiter Anlauf mit dem Saturnverlag war erfolgreicher. Neben dem Saturn, in dem später auch Beiträge von Paul Zech, Else Lasker-Schüler, Robert Walser, El Hor, Oskar Baum, Otto Stoessl, Ernst Weiß oder Stefan Zweig erschienen, konnte er ab 1912 auch die Kleinen Saturnbücher und mit Die Flut die erste Sammlung expressionistischer Prosa herausbringen, während Richard Weissbach in demselben Jahr mit Der Kondor von Hiller die erste Sammlung expressionistischer Lyrik in Heidelberg verlegte.

## Bücher aus dem Saturn-Verlag
- Hermann Bagusche: Heidelberger Skizzen, 1911
- Hermann Meister (Hrsg.): Flut. Die Anthologie der jüngsten Belletristik, 1912
- Hermann Bagusche: Der Damenspiegel. Novellistisches, 1913
- Rudolf Fuchs: Der Meteor. Gedichte (= Lyrische Bibliothek, Band 4), 1913
- El Hor: Die Schaukel. 1913.
- Francesco Petrarca: Sonette. Übertragen von Franz Spunda, 1913
- Jacob Picard: Das Ufer. Gedichte (= Lyrische Bibliothek, Band 3), 1913
- Robert Müller: Irmelin Rose. Die Mythe der großen Stadt, 1914